# Šimon Hauff ze Slavošovic
Šimon Hauff ze Slavošovic († 24. ledna 1557) byl zámožný klatovský měšťan.

## Život
Od císaře Ferdinanda I. Habsburského získal erb a přídomek ze Slavošovic. Ten odkazoval na jeho majetky v obci Slavošovice u Klatov. Zemřel 24. ledna 1557.

## Spor o Slavošovice
Po smrti Šimona Hauffa začal 31 let trvající spor o Slavošovice. Na ty si dělal nárok královský místodržící arcivévoda Ferdinand II. Tyrolský, královské město Klatovy a především Ludmila Hauffová, dcera Šimona Hauffa.

## Rodina
S manželkou Dorotou měl dceru.
- Ludmila († únor 1564), manželka rytíře Cypriána Peka z Římku